# Nasidius whellani
Nasidius whellani är en insektsart som först beskrevs av Lucien Chopard 1950.  Nasidius whellani ingår i släktet Nasidius och familjen Anostostomatidae. Inga underarter finns listade i Catalogue of Life.